# وانج هاو
وانج هاو (بالصينية: 王皓) (ولد في 15 ديسمبر 1983) لاعب تنس طاولة صيني متقاعد. أصبح وانج هاو بطل العالم لفردي الرجال في يوكوهاما اليابان بعد تغلبه على مواطنه بطل العالم -ثلاث مرات- وانج ليقين بنتيجة 4-0. تتضمن إنجازاته الأخرى الملحوظة إحرازه كأس العالم ثلاث مرات في 2007 و2008 و2010 والميدالية الفضية لمنافسات فردي الرجال في أولمبياد أثينا 2004 وأولمبياد بكين 2008 وأولمبياد لندن 2012. في شهر يناير 2010 استُبدل مكانه في قمة التصنيف العالمي للإتحاد الدولي لتنس الطاولة بالاعب ما لونج، بقى قبل ذلك على قمة التصنيف سبعة وعشرين شهرا متتالية من أكتوبر 2007 حتي ديسمبر 2009، في أبريل 2011 عاد إلى قمة التصنيف العالمي. عرف بأدائه الإستثنائي للضربة الخلفية لقبضة القلم.
له رقم قياسي في مشاركاته في نهائي اثني عشر بطولة عالمية، فاز في منافسات فردي الرجال في بطولة آسيا وكأس آسيا ودورة الألعاب الآسيوية والألعاب الصينية الوطنية.
وانج هاو -أيضا- هو اللاعب الوحيد في التاريخ الذي شارك في ثلاث دورات أولمبية (أثينا 2004 وبكين 2008 ولندن 2012 ) وأحرز في كل منها الميدالية الفضية.

## أداة اللعب
يستخدم وانج هاو مضرب من نوع DHS Hurricane Hao بوجه مطاطي من نوع DHS Skyline III أزرق أمامي وآخر Butterfly Sriver topsheet on Bryce خلفي.

## أسلوب اللعب
يستخدم وانج هاو قبضة القلم. ويمثل جيل جديد من لاعبي قبضة القلم، ويلعب بأداء عالي من الهجوم والدفاع على جانبي الطاولة. تتيح حرية حركة الرسغ الكبيرة لقبضة وانج هاو على المضرب أداء لولبة أمامية شديدة.
حين يُقارن وانج هاو مع لاعبي قبضة القلم - مهنيا - فإنه يستخدم الجانب الخلفي للمضرب -غالبا- في ضرباته الخلفية إلا أن تكون الكرة قصيرة وبطيئة داخل الطاولة أثناء الإرسال. كان يعتبر اتباع هذا الأسلوب بكثرة يعد أسلوبا خاطئ وحين انضم وانج هاو إلى المنتخب الوطني لم يحترمه أغلب اللاعبين.

## الإنجازات
- 1996: انضم إلى فريق مقاطعة جيلين.
- 1998:انضم إلى المنتخب الوطني وأصبح محترفا.
- كأس العالم 1999: الفائز
- بطولة آسيا للناشئين 1999: الفرق: الفائز
فردي الرجال: الثاني
زوجي الرجال: لثاني
- كأس العالم للفرق 2000: الثاني
- الألعاب الصينية الوطنية 2001: فاز مع فريق الرجال.
- بطولة نيوزيلاندا المفتوحة للمحترفين 2002: فاز بفردي الرجال، وحصل على المركز الثالث لزوجي الرجال.
- بطولة مصر المفتوحة للمحترفين 2002: فازبفردي الرجال، وحصل على المركز الثالث لزوجي الرجال.
- بطولة العالم لتنس الطاولة 2003: حصل على المركز الثاني لزوجي الرجال والثالث للزوجي المختلط.
- بطولة كرواتيا المفتوحة للمحترفين2003: فاز بفردي الرجال.
- بطولة الصين المفتوحة للمحترفين2003: حصل على المركز الثاني في كل من زوجي الرجال والزوجي المختلط.
- بطولة الدنمارك المفتوحة للمحترفين 2003: فاز بزوجي الرجال.
- بطولة السويد المفتوحة للمحترفين 2003: فاز بزوجي الرجال.
- بطولة آسيا 2003: فاز مع فريق الرجال وفاز بفردي الرجال، وحصل على المركز الثالث بزوجي الرجال.
- بطولة العالم لتنس الطالة للفرق: الفائز
- الألعاب الأولمبية الصيفية 2004: حصل على فضية فردي الرجال
- كأس العالم 2004: حصل على المركز الثالث بفردي الرجال
- بطولة اليونان المفتوحة للحترفين 2004: فاز بفردي الرجال، وحصل على المركز الثاني لزوجي الرجال.
- بطولة كوريا الجنوبية المتوحة للمحترفين 2004: فاز بزوجي الرجال، وحاز المركز الثاني لزوجي الرجال.
- كأس العالم 2004: فاز بفردي الرجال.
- بطولة العالم 2005: فاز بزوجي الرجال.
- كأس آسيا 2005: فاز بفردي الرجال.
- بطولة آسيا للفرق 2005: الفريق الفائز
- بطولة قطر المفتوحة 2005: فاز بزوجي الرجال.
- بطولة الصين المفتوحة 2005: حصل على المركز الثاني لزوجي الرجال في هاربن، والمركز الثاني أيضا في شنزن
- بطولة العالم للفرق 2006: فاز مع المنتخب الصيني.
- كأس العالم 2006: حصل على المركز الثاني بفردي الرجال.
- بطولة سلوفينيا المفتوحة للمحترفين 2006: فاز بفردي الرجال.
- بطولة كرواتيا المفتوحة للمحترفين2006: فاز بزوجي الرجال.
- بطولة قطر المفتوحة للمحترفين 2006: فاز بزوجي الرجال.
- بطولة اليابان المفتوحة للمحترفين 2006: فاز بزوجي الرجال وحصل على المركز الثاني لفردي الرجال.
- دورة الألعاب الآسيوية 2006: فاز بزوجي الرجال وفرق الرجال.
- بطولة العالم 2007: حصل على المركز الثاني لزوج الرجال، والمركز الثالث لفردي الرجال.
- كأس العالم 2007: فاز بفردي الرجال، وفرق الرجال.
- بطولة سلوفينيا المفتوحة للمحترفين 2007: فاز بفردي الرجال.
- بطولة كرواتيا المفتوحة للمحترفين 2007: فاز بزوجي الرجال.
- بطولة الصين المفتوحة للمحترفين بشنزن 2007: فاز بفردي الرجال وزوجي الرجال.
- بطولة الصين المفتوحة للمحترفين بنانجينغ 2007: فاز بزوجي الرجال وحصل على المركز الثاني لفردي الرجال.
- بطولة اليابان المفتوحة للمحترفين 2007: فاز بفردي الرجال وحصل على المركز الثاني بزوجي الرجال.
- بطولة آسيا 2007: فاز مع فريق الرجال، وفاز بفردي الرجال، وحصل على المركز الثاني لزوجي الرجال.
- الألعاب الأولمبية الصيفية 2008: فاز بذهبية فرق الرجال، وفضية فردي الرجال.
- بطولة العالم للفرق 2008: فاز مع المنتخب الصيني.
- بطولة العالم 2009: فاز بفردي الرجال وزوجي الرجال مع شن قي.
- الألعاب الوطنية الصينية 2009: فاز بكل من فردي الرجال والزوجي المختلط والفرق.
- بطولة العالم للفرق 2010: فاز مع المنتخب الصيني.
- كأس العالم 2010: فاز بفردي الرجال.
- دورة الألعاب الآسيوية 2010: فاز بفضية فردي الرجال.
- بطولة العالم 2011: حصل على المركز الثاني لفردي الرجال.
- بطولة العالم للفرق 2012: فاز مع المنتخب الصيني.
- دورة الألعاب الأولمبية 2012: فاز بذهبية فرق الرجال، وفضية فردي الرجال.
- بطولة العالم لتنس الطاولة 2013: حصل على المركز الثاني لفردي الرجال.

## روابط خارجية
- وانج هاو على موقع منظمة تنس الطاولة العالمي (الإنجليزية)
- وانج هاو على موقع اللجنة الأولمبية الدولية (الإنجليزية)
- وانج هاو على موقع أوليمبيديا (الإنجليزية)

- Table Tennis Master Career profile
- WANG Hao (CHN) summary
- ITTF profile
- World Ranking record
- Current World Ranking
- 2008 Beijing Olympics athlete biography